# Tom Roberts

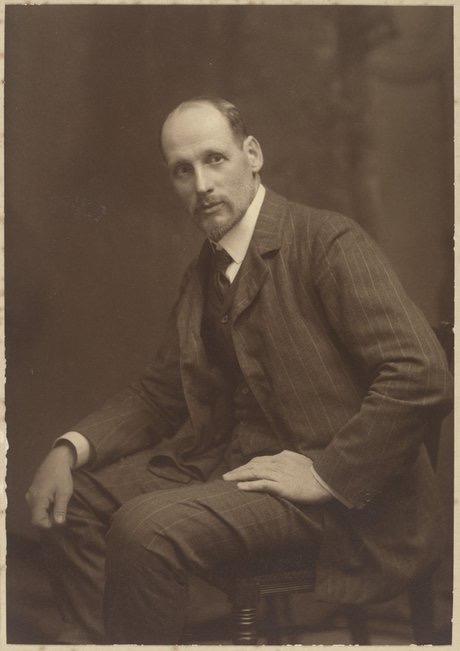
Porträt von Tom Roberts von Elliott und Fry. Staatsbibliothek von Victoria, Melbourne

Thomas William Roberts (* 8. oder 9. März 1856 in Dorchester, Dorset, England; † 14. September 1931 in Kallista/Melbourne) war ein in England geborener australischer Künstler und ein wichtiges Mitglied der Heidelberg School, deren Werke auch als australischer Impressionismus bekannt sind.

## Leben

### Jugend

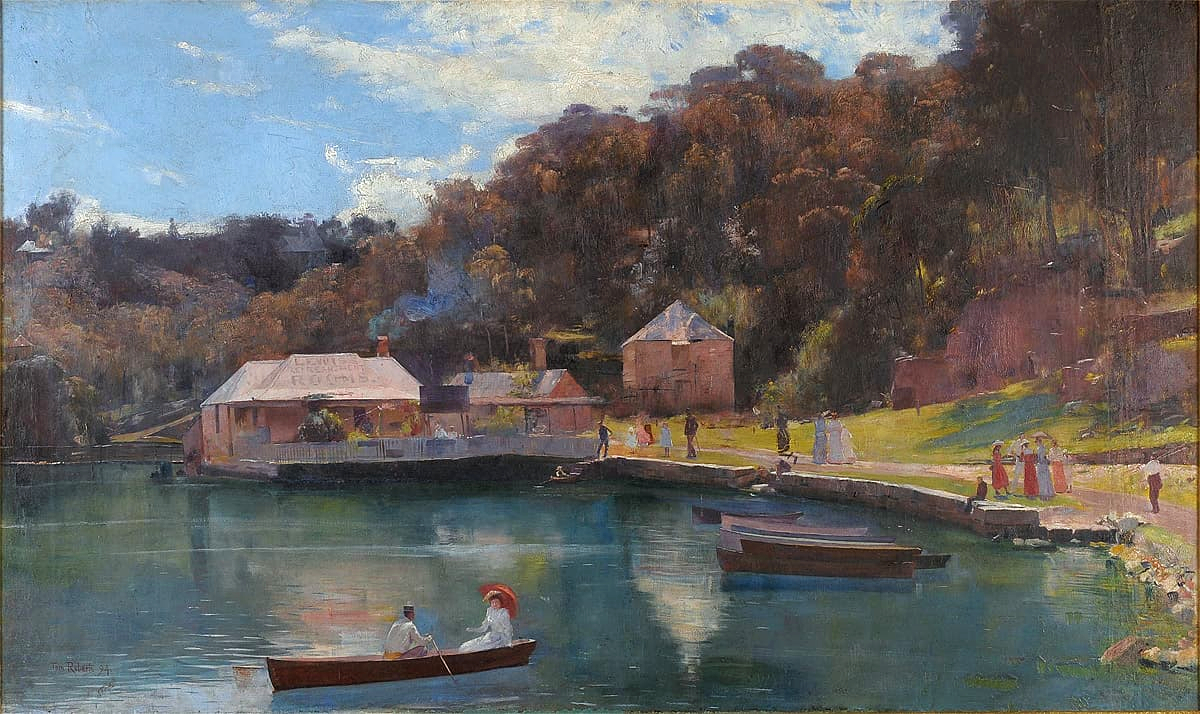
Mosman's Bay, ca. 1894.

Tom Roberts wurde in Dorchester, Dorset, England, geboren, wobei sein tatsächliches Geburtsdatum nicht ganz klar ist: Auf seiner Geburtsurkunde ist der 8. März 1856 vermerkt, während auf seinem Grabstein der 9. März steht.
Tom Roberts wanderte 1869 mit seinen Eltern nach Australien aus, um bei Verwandten zu leben. Die Familie ließ sich in Collingwood, einem Vorort von Melbourne, Victoria, nieder und Tom arbeitete in den 1870er Jahren als Assistent eines Fotografen, während er nebenbei bei dem in der Schweiz geborenen Landschaftsmaler Louis Buvelot Kunst studierte und sich mit anderen Studenten befreundete, die später zu prominenten Malern wurden, insbesondere Frederick McCubbin.

### Studium in Europa

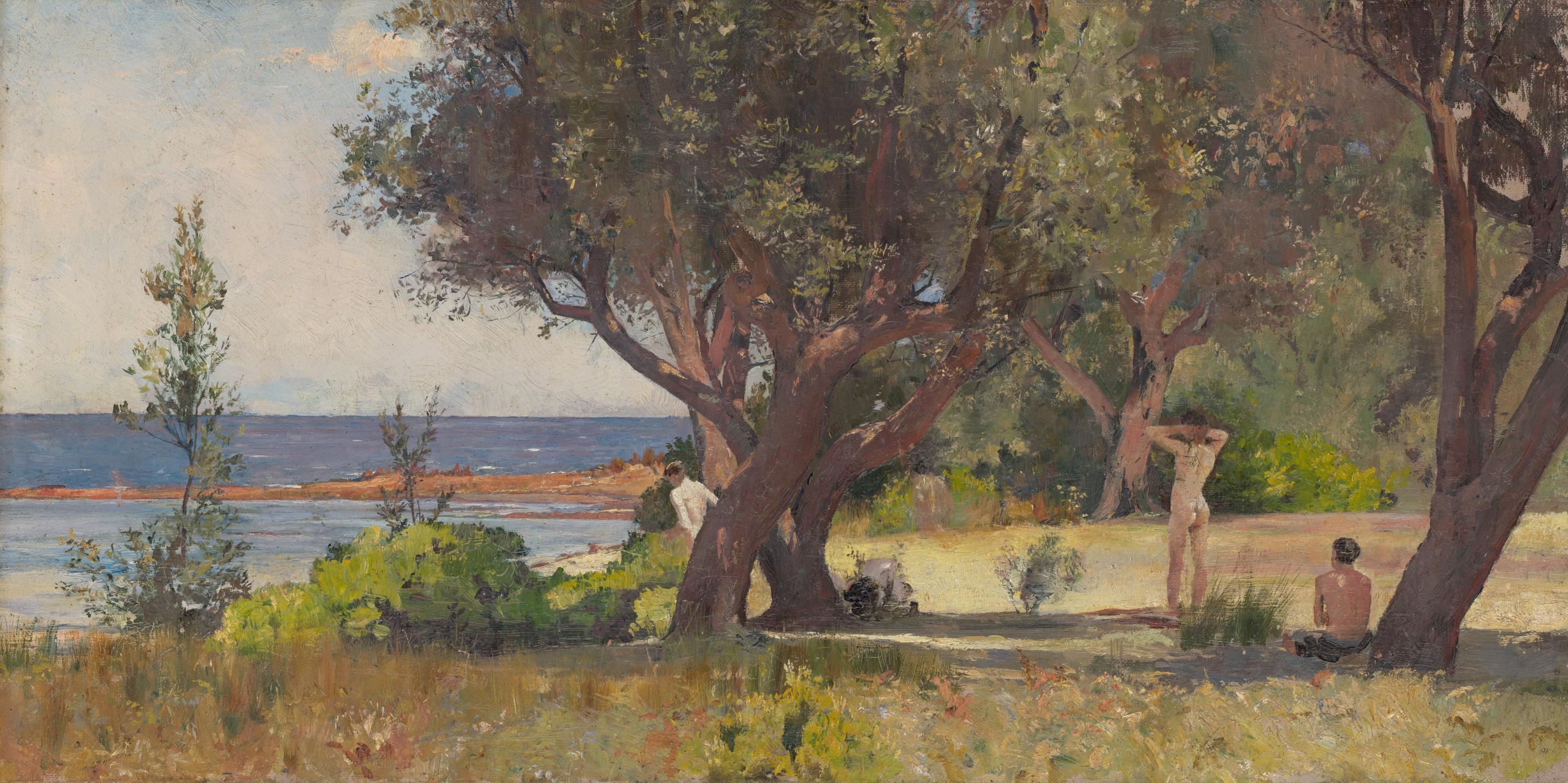
The Sunny South, 1892.

Er beschloss, sein Kunststudium in Europa fortzusetzen und kehrte nach England zurück, wo er von 1881 bis 1884 drei Jahre lang an der Royal Academy School studierte. 1883 reiste er mit dem australischen Maler John Russell und dem späteren Politiker William Maloney nach Spanien, wo er die spanischen Künstler Laureano Barrau und Ramon Casas kennenlernte, die ihn in die Prinzipien des Impressionismus und der Freilichtmalerei einführten.

### Buonarotti Club
Von 1884 bis Februar 1892 arbeitete Tom Roberts wieder in Victoria und wurde ein prominentes Mitglied der Künstlerboheme des Buonarotti Clubs. Er setzte sich dafür ein, dass die Ausstellungsaktivitäten des Clubs von professionellen Künstlern geleitet wurden. Er setzte ein Auswahlkomitee ein, dem Frederick McCubbin, Louis Abrahams, John Mather, Jane Sutherland und er selbst angehörten, das die Werke auswählte und hängte und den Ausstellern konstruktives Feedback gab.

### Künstlercamps

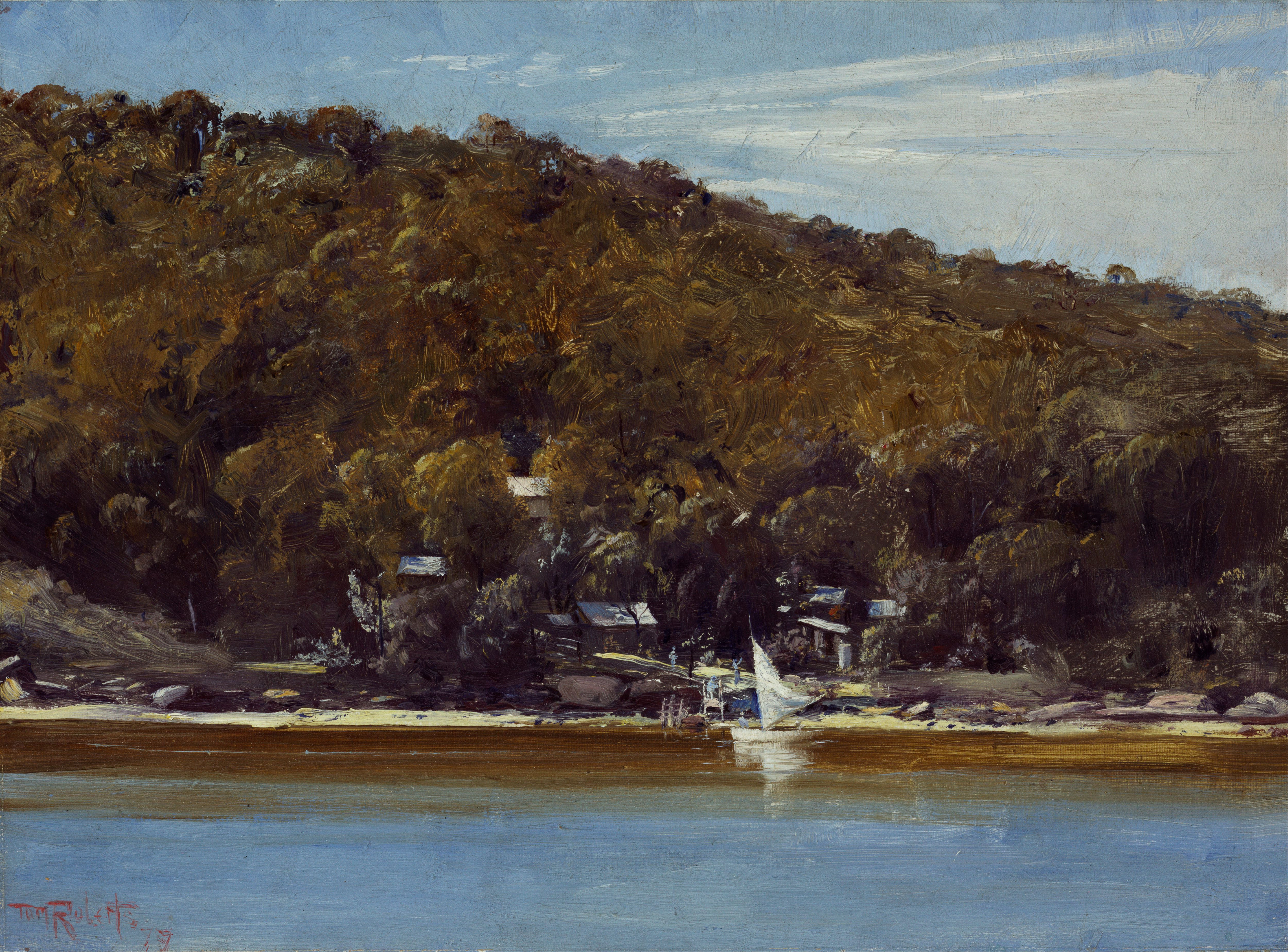
The camp, Sirius Cove, 1899.

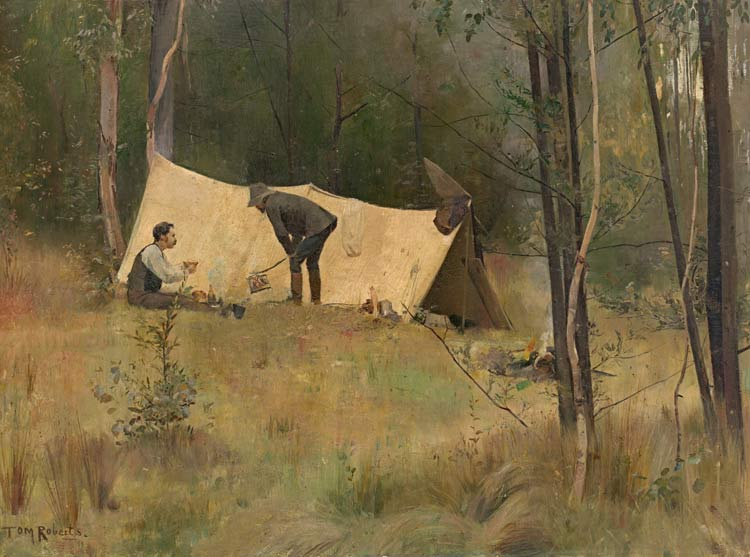
The artists' camp, 1886.

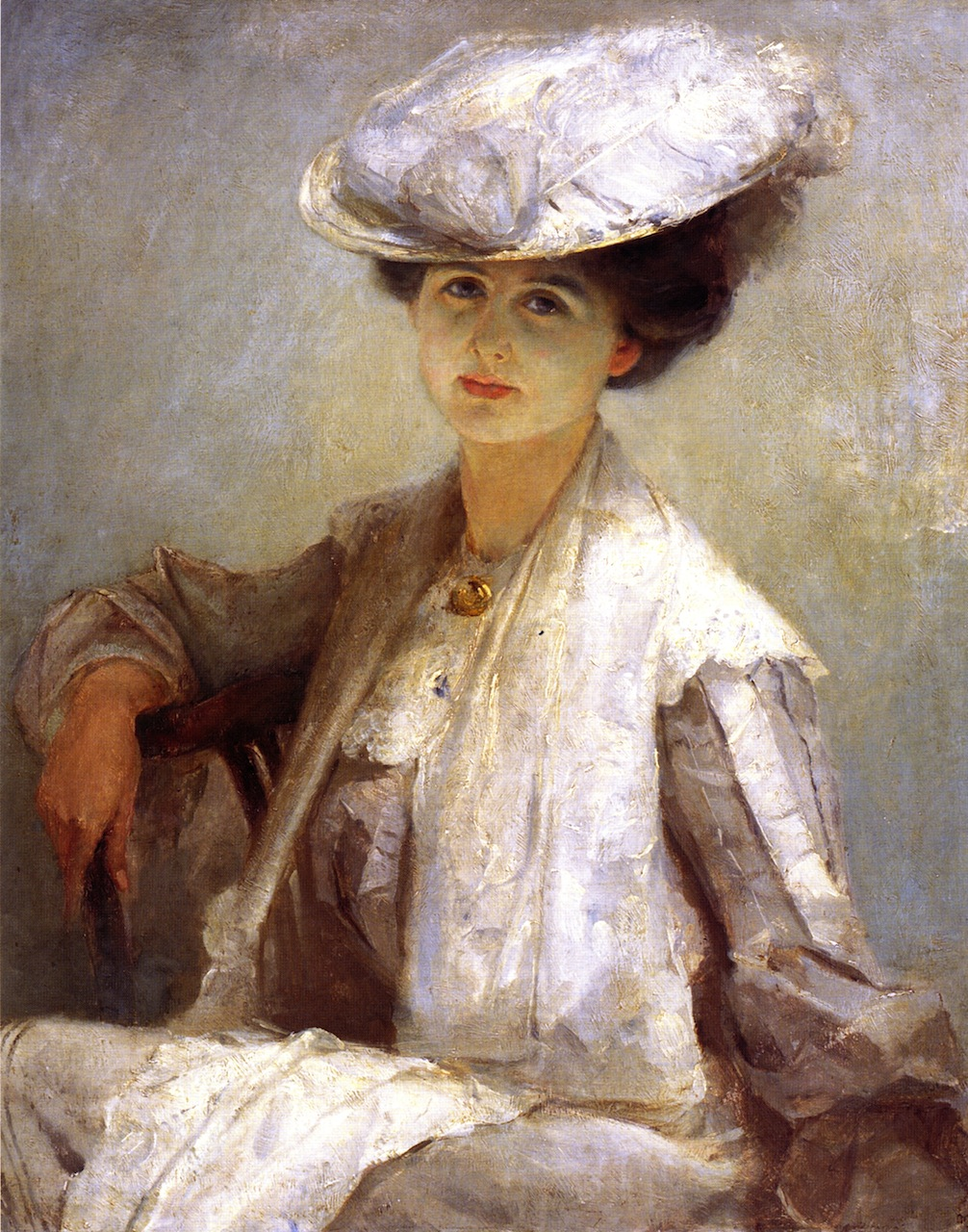
Grey Lady – Mrs Ince, 1912.

Im Sommer 1885/1886 begann Tom Roberts in den Außenbezirken Melbournes „Künstlercamps“ einzurichten, um das ländliche Leben und das ursprüngliche Buschland Australiens mit seinem Licht, seiner Wärme, seinem Raum und seiner Weite im Freien einzufangen. Im ersten dieser Camps, dem Box Hill Artists' Camp, arbeitete er zunächst mit Frederick McCubbin und Louis Abrahams zusammen, bevor weitere Künstler hinzukamen. Der Bahnhof von Box Hill war erst wenige Jahre zuvor fertiggestellt worden und ermöglichte einen bequemen Zugang zum australischen Busch. Im folgenden Sommer errichtete das Trio ein zweites Lager in der Bucht von Mentone, einem beliebten Ferienort. Am Strand von Mentone lernten sie den jungen Arthur Streeton kennen, der zu dieser Zeit in der freien Natur malte, und freundeten sich mit ihm an. Streeton wurde ein häufiger Besucher der Künstlerlager und ein Schützling von Tom Roberts, der ihn in impressionistischen Techniken unterrichtete. Ab 1888 mietete Roberts ein Atelier in den Grosvenor Chambers in der Collins Street 9, Melbournes erstem eigens errichteten Atelierkomplex. Die Architekten konsultierten Tom Roberts bei der Planung des Gebäudes, um eine ideale Beleuchtung zu gewährleisten. In Grosvenor Chambers avancierte Roberts zu einem der gefragtesten Porträtisten Melbournes.

### Melbourne
Eine weitere wichtige Begegnung war die mit Charles Conder, den Tom Roberts bei einem Besuch in Sydney 1888 kennenlernte. Sie malten gemeinsam en plein air, schufen gemeinsame Ansichten von Coogee Beach und diskutierten impressionistische Techniken, die Conder auch von dem im Ausland lebenden Künstler Girolamo Pieri Nerli übernommen hatte. Im Oktober 1888 folgte Charles Conder Tom Roberts nach Melbourne und wohnte zunächst in dessen Atelier in Grosvenor Chambers.

### Heidelberg School

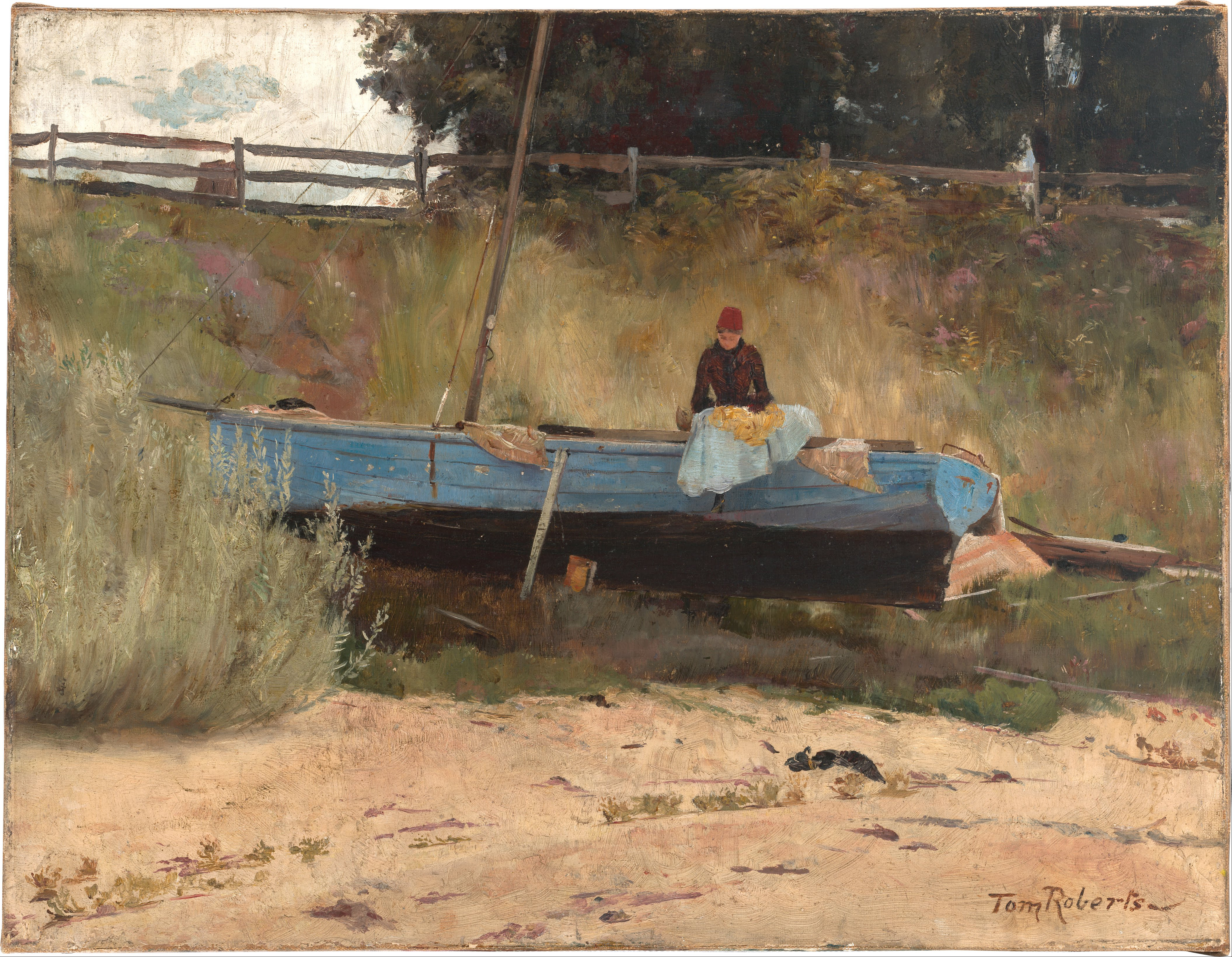
Boat on beach, Queenscliff, ca. 1887.

Tom Roberts, dessen Hartnäckigkeit und Tatendrang ihm den Spitznamen „Bulldog“ einbrachten, gilt als treibende Kraft der sogenannten Heidelberg School-Bewegung. Die Sommer 1888 und 1889 verbrachten Tom Roberts, Arthur Streeton und Charles Conder in Heidelberg, wo ein Förderer den Malern ein kleines Häuschen zur Verfügung stellte. Sie begannen mit der Organisation einer Ausstellung von „Impressions“, die sie auf hölzerne Zigarrenkistendeckel malten, die ihnen Abrahams, der Geschäftsführer des Zigarrenladens Sniders & Abrahams, zur Verfügung gestellt hatte.
Damit wollten die Künstler die flüchtigen Wirkungen der Natur spontan einfangen und sich offiziell als „Impressionisten“ und damit als Avantgarde der australischen Kunst etablieren. Die Ausstellung mit dem Namen The 9 x 5 Impression Exhibition (in Anlehnung an die Abmessungen der Deckel von 9 × 5 Zoll) fand im August und September 1889 in den Buxton's Rooms statt. Tom Roberts war mit 63 „Impressionen“ der Hauptaussteller.
Auch Frederick McCubbin und Charles Douglas Richardson folgten der Einladung, an der Ausstellung teilzunehmen. Sie erwies sich als Skandalerfolg und zog den Spott einiger Kunstkritiker auf sich, die den Impressionismus als Modeerscheinung abtaten. Heute gilt sie als Meilenstein der australischen Kunstgeschichte und als erste eigenständige Ausstellung der Heidelberg School. Aufgrund seines Alters, seiner Hartnäckigkeit und seines Einflusses galt Tom Roberts de facto als Anführer der Bewegung.

### Sydney

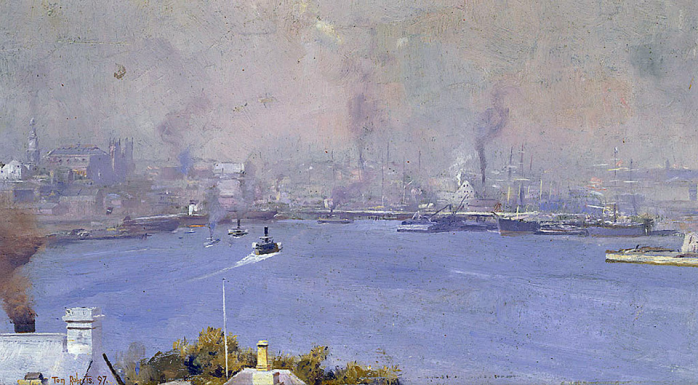
Sydney Harbour from Milson's Point, 1897.

Als Melbourne 1890 von einer schweren Wirtschaftskrise heimgesucht wurde, zogen Tom Roberts und Conder Streeton nach Sydney, wo sie in Künstlercamps wie dem Curlew Camp und anderen Camps rund um den Hafen von Sydney weiter unter freiem Himmel malten. Von Sydney aus reisten beide Künstler in die ländlichen Gebiete von New South Wales, wo die meisten ihrer ikonischen Bilder entstanden.

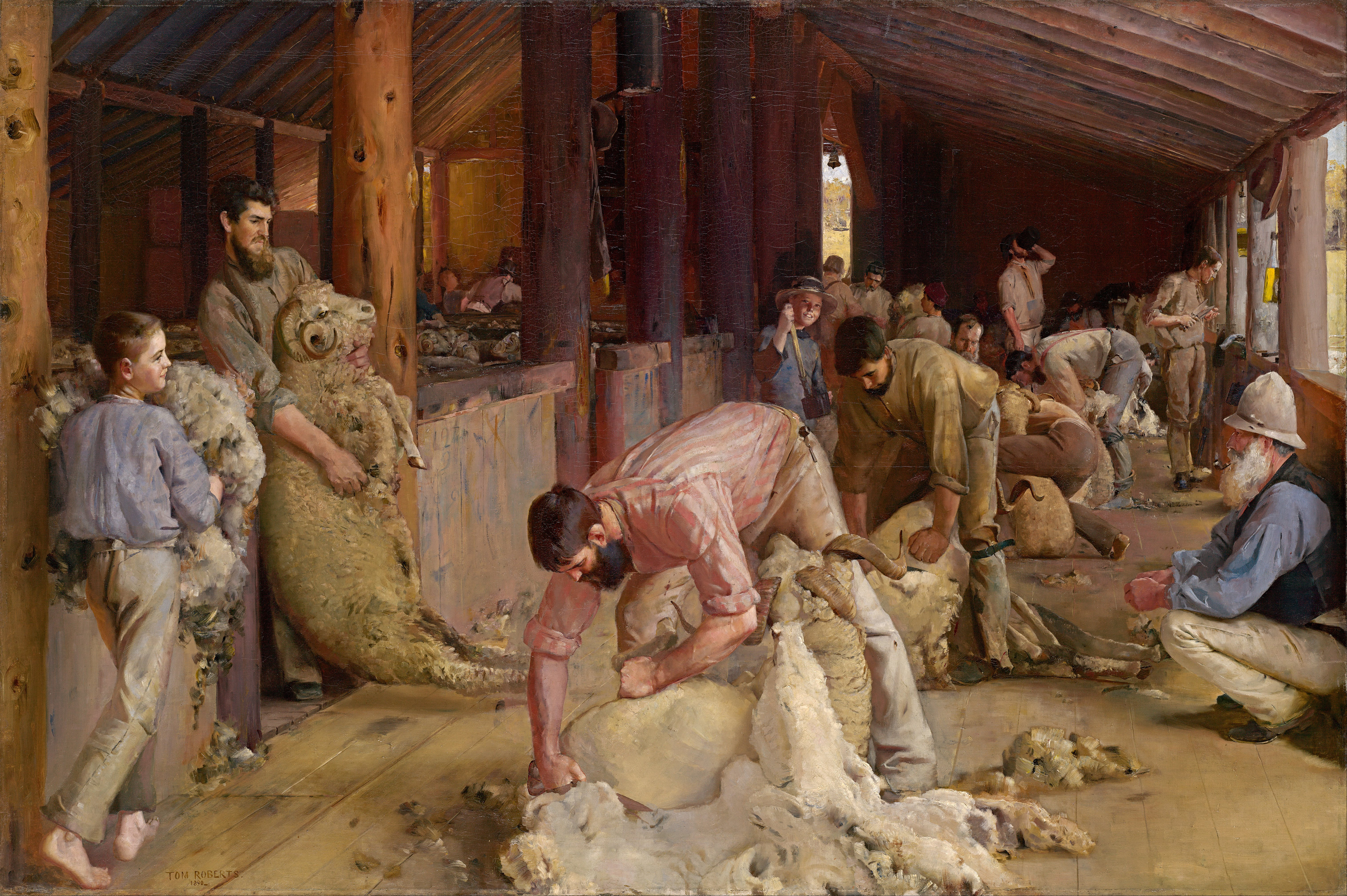
Shearing the rams (Scheren der Schafe), 1890

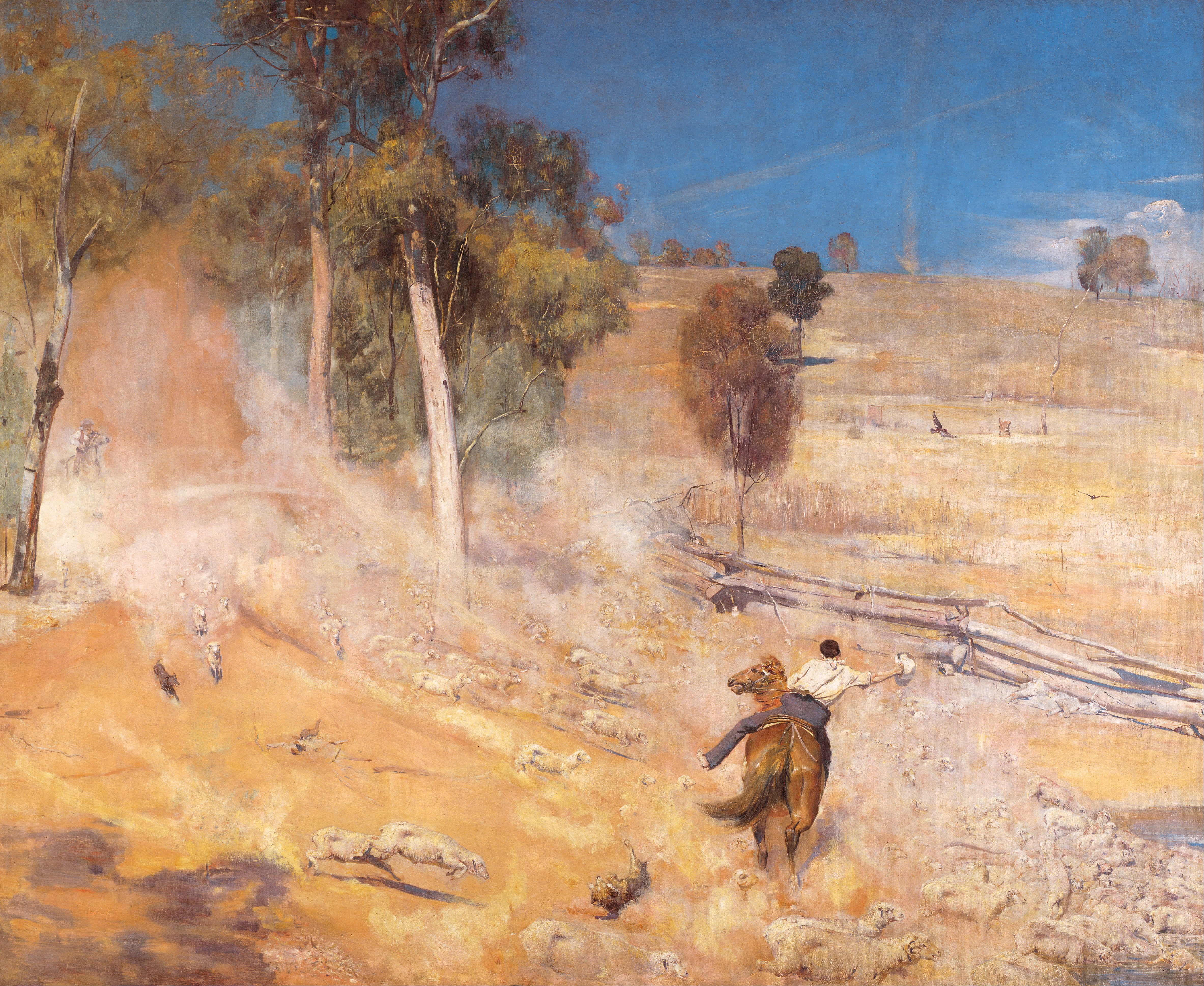
A break away! (Ein Ausbruch!), 1891. Art Gallery of South Australia

Tom Roberts ermutigte andere Künstler, das Leben Australiens einzufangen, und obwohl er heute vor allem für seine „nationalen Erzählungen“ bekannt ist – darunter Shearing the Rams (1890), A break away! (1891) und Bailed Up (1895), verdiente er seinen Lebensunterhalt als Gesellschaftsporträtist und war der erste, der sich dafür einsetzte, dass Australien eine eigene National Portrait Gallery erhielt.
1896 heiratete Tom Roberts die 36-jährige Elizabeth (Lillie) Williamson, mit der er einen Sohn, Caleb, hatte. Lillie Roberts war eine erfahrene Einrahmerin, und in den Jahren 1903 bis 1914, als Roberts relativ wenig malte, stammte ein Großteil des Familieneinkommens offenbar aus Lillies Arbeit. 1903 vollendete Tom Roberts das Auftragswerk The Big Picture, die berühmte visuelle Darstellung des ersten australischen Parlaments.

### Kallista

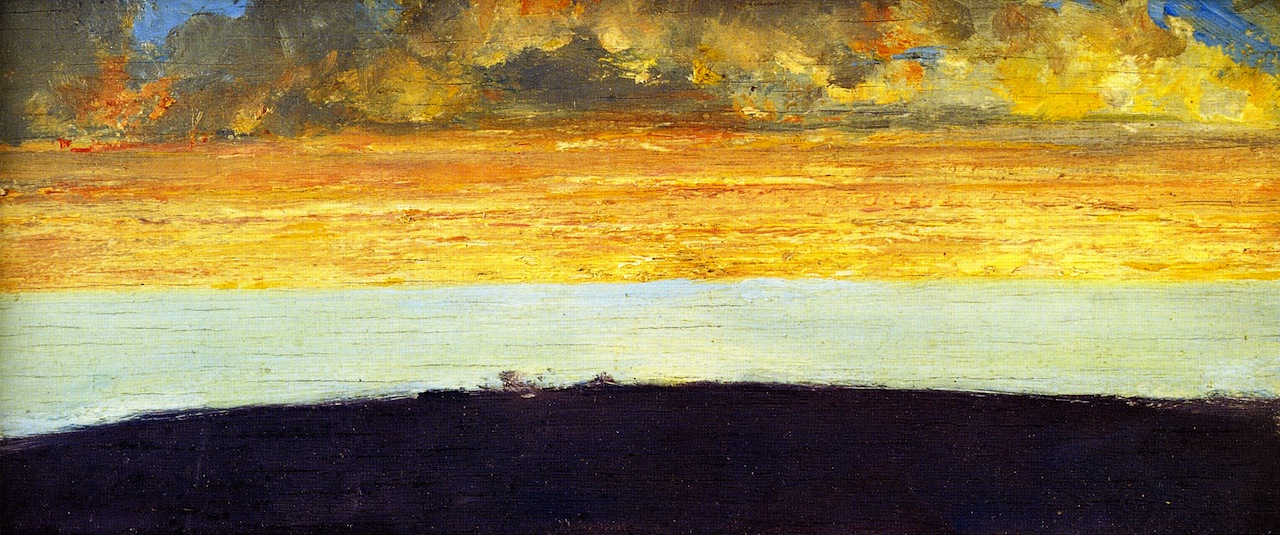
Sunrise, 1929.

Tom Roberts verbrachte den Ersten Weltkrieg in England, wo er in einem Krankenhaus arbeitete. Nach seiner Rückkehr nach Australien baute er ein Haus in Kallista bei Melbourne. Elizabeth starb im Januar 1928 und Tom Roberts heiratete im August 1928 Jean Boyes. Tom Roberts starb 1931 in Kallista an Krebs. Seine Asche wurde auf dem Friedhof von Illawarra bei Longford in Tasmanien beigesetzt, einem seiner bevorzugten Orte zum Malen.

## Werk

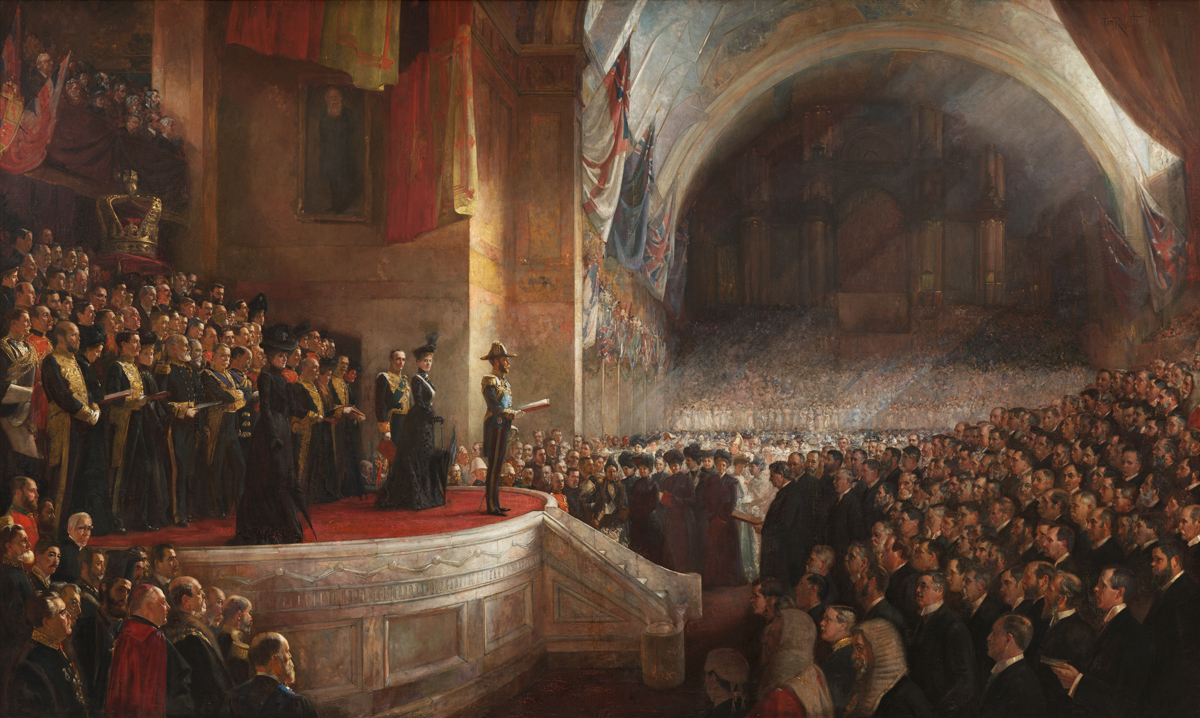
The opening of the Parliament of Australia on 9 May 1901 in Melbourne ("the Big Picture"), 1903. Royal Collection, Kunstsammlung der britischen Königsfamilie.

Tom Roberts malte eine beträchtliche Anzahl von Landschaftsbildern und Porträts, von denen einige in Künstlerlagern mit seinem Freund McCubbin entstanden. Zu den berühmtesten Gemälden seiner Zeit gehörten „Shearing the Rams“, das heute in der National Gallery of Victoria zu sehen ist, und „The Big Picture“, das im Parliament House in Canberra hängt. Das große Bild, das für ein Honorar von 1.000 Guineas plus Spesen in Auftrag gegeben wurde, zeigt die erste Sitzung des australischen Parlaments im Ausstellungsgebäude in Melbourne.
Tom Roberts hat viele Bilder gemalt, die Menschen bei der Arbeit auf dem Land zeigen. Shearing the Rams (1890) entstand nach dem Besuch einer Schaffarm in Brocklesby im Süden von New South Wales. Als das Bild zum ersten Mal ausgestellt wurde, gab es sofort Forderungen, es in eine öffentliche Sammlung aufzunehmen.

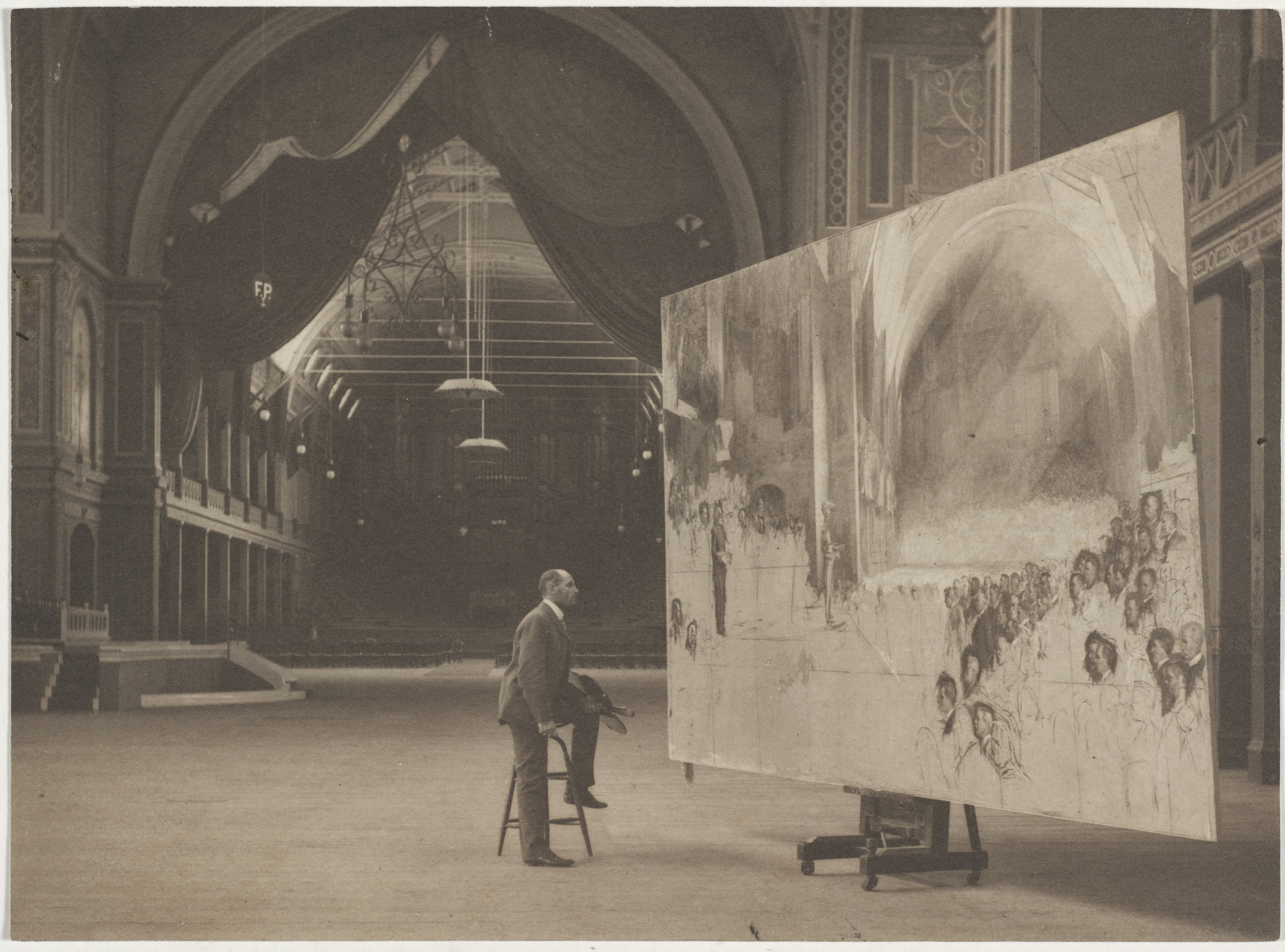
Tom Roberts bei der Arbeit an The Big Picture, „Eröffnung des ersten Parlaments des Commonwealth of Australia, einberufen in Melbourne am 9. Mai 1901“

Daneben malte er eine ähnliche Schafschur in The Golden Fleece (1894), in A break away! (1891) einen Viehtreiber, der Schafen nachjagt, die sich von der Herde losgerissen haben und in Wood splinters (1886) Männer beim Fällen von Bäumen.

## Ausstellungen (Auswahl)
- 1997: Tom Roberts [Wanderausstellung: Art Gallery of South Australia, Adelaide, 5. Oktober bis 17. November 1996; Tasmanian Museum and Art Gallery, Hobart, 30. November 1996 bis 27. Januar 1997; National Gallery of Victoria, Melbourne, 12. Februar bis 6. April 1997; The Art Gallery of New South Wales, Sydney, 19. April bis 1. Juni 1997; Art Gallery of Western Australia, Perth, 11. Juni bis 27. Juli 1997]
- 2015/2016: Tom Roberts. Canberra: National Gallery of Australia, 4. Dezember 2015 bis 28. März 2016
- 2017: Australia’s Impressionists. The National Gallery London. 7. Dezember 2016 bis 26. März 2017